# Acqualagna
Acqualagna es una localidad italiana de la provincia de Pesaro y Urbino, región de Marcas, con 4429 habitantes.

## Evolución demográfica
| Gráfica de evolución demográfica de Acqualagna entre 1861 y 2001 |
|                                                                  |
| Fuente ISTAT - elaboración gráfica de Wikipedia                  |